# La Ferté-Loupière
Pour les articles homonymes, voir La Ferté (homonymie).
La Ferté-Loupière est une commune française, appartenant au territoire de Puisaye, située dans le département de l'Yonne en région Bourgogne-Franche-Comté.
La commune est réputée pour les fresques du XVIe siècle de l'église et la richesse de son patrimoine naturel.

## Géographie

### Localisation
La Ferté-Loupière est un village rural  de la Puisaye niché au creux de la vallée du Vrin, situé à 27 km d'Auxerre, à 126 km de Paris et à 150 km de Dijon.
Elle est traversée par le sentier de grande randonnée GR 13.
La commune se trouve dans la zone d'emploi d'Auxerre et dans le bassin de vie de  Montholon.

### Communes limitrophes
Les communes limitrophes sont  Charny Orée de Puisaye, Chassy, Chevillon, Les Ormes, Montholon, Sommecaise et Sépeaux-Saint Romain.
|                        | Sépeaux-Saint-Romain |           |
| Charny Orée de Puisaye | La Ferté-Loupière    | Montholon |
|                        | Les Ormes Sommecaise | Chassy    |

### Géologie et relief
La superficie de la commune est de 30,48 km2 ; son altitude varie de 132  à   233 mètres.

### Hydrographie

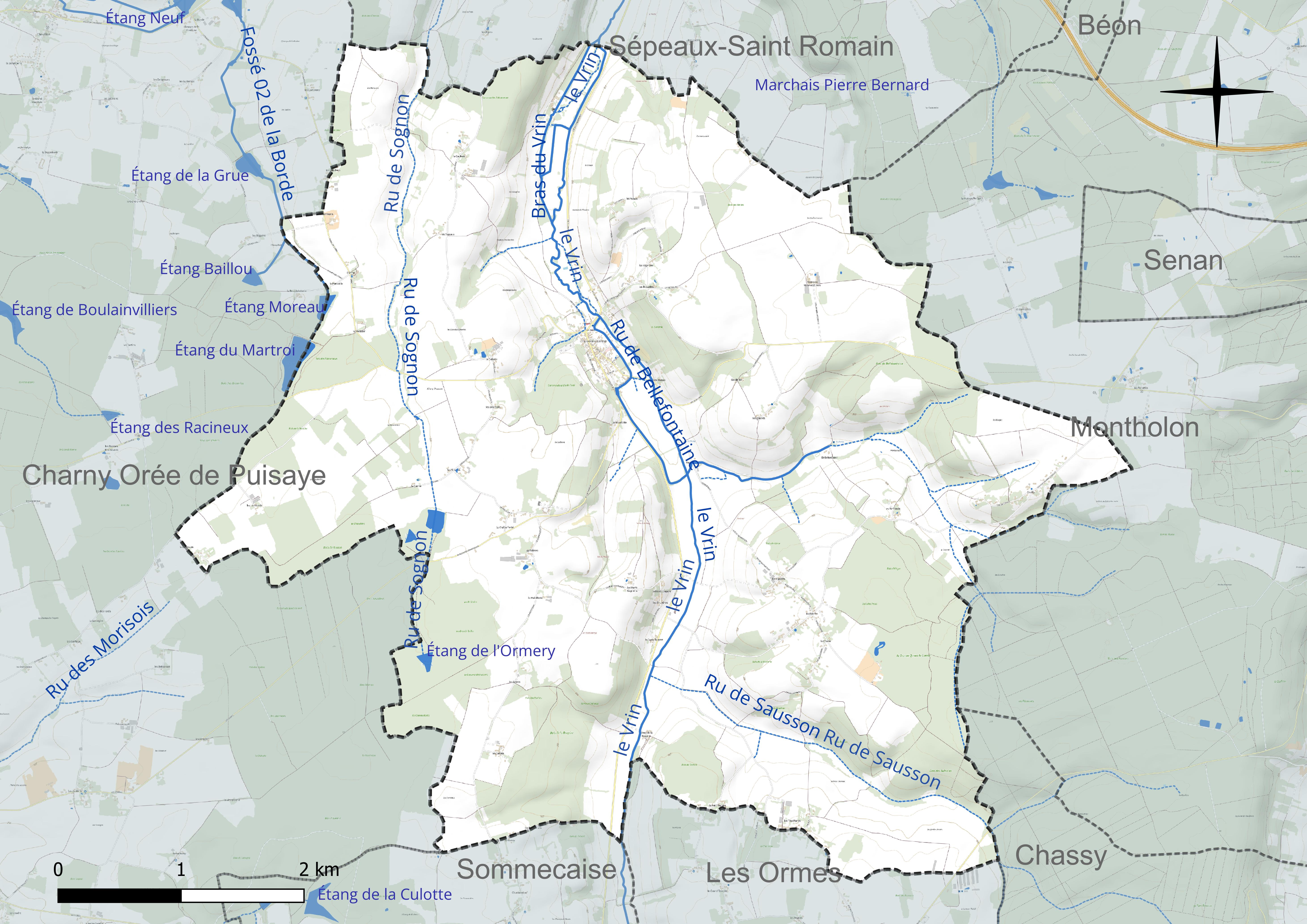
Carte hydrographique de la commune.

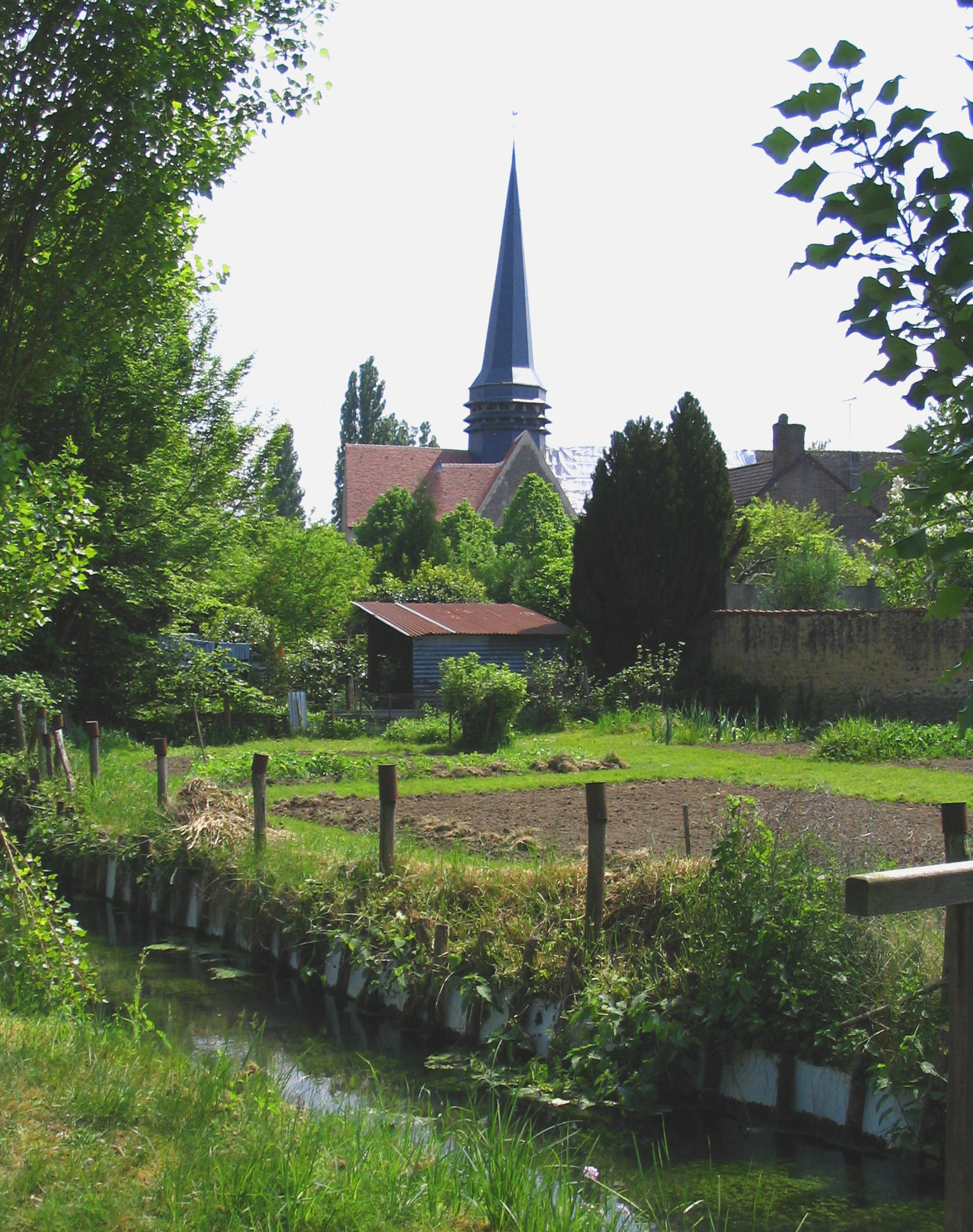
La rivière le Vrin et l'église.

La commune est traversée par le Vrin et par le ru de Bellefontaine.
Le Vrin est un affluent de l'Yonne, et donc un sous-affluent de la Seine.

### Climat
Pour des articles plus généraux, voir Climat de la Bourgogne-Franche-Comté et Climat de l'Yonne.
En 2010, le climat de la commune est de type climat océanique dégradé des plaines du Centre et du Nord, selon une étude du Centre national de la recherche scientifique s'appuyant sur une série de données couvrant la période 1971-2000. En 2020, Météo-France publie une typologie des climats de la France métropolitaine dans laquelle la commune est exposée à un climat océanique altéré et est dans une zone de transition entre les régions climatiques « Nord-est du bassin Parisien » et « Centre et contreforts nord du Massif Central ».
Pour la période 1971-2000, la température annuelle moyenne est de 10,8 °C, avec une amplitude thermique annuelle de 15,7 °C. Le cumul annuel moyen de précipitations est de 755 mm, avec 12 jours de précipitations en janvier et 7,8 jours en juillet. Pour la période 1991-2020, la température moyenne annuelle observée sur la station météorologique de Météo-France la plus proche, « Aillant », sur la commune de Montholon à 9 km à vol d'oiseau, est de 11,5 °C et le cumul annuel moyen de précipitations est de 727,4 mm. 
La température maximale relevée sur cette station est de 42,7 °C, atteinte le 24 juillet 2019 ; la température minimale est de −23,5 °C, atteinte le 25 février 1986,,.
Les paramètres climatiques de la commune ont été estimés pour le milieu du siècle (2041-2070) selon différents scénarios d'émission de gaz à effet de serre à partir des nouvelles projections climatiques de référence DRIAS-2020. Ils sont consultables sur un site dédié publié par Météo-France en novembre 2022.

### Milieux naturels et biodiversité
La commune inclut deux ZNIEFF :
- ZNIEFF des étangs, prairies et forêts du Gâtinais sud oriental[10],[11]. L'habitat particulièrement visé par cette ZNIEFF est fait d'eaux douces stagnantes ; les autres habitats inclus dans la zone sont des eaux courantes, des prairies humides et mégaphorbiaies, et des bois ;
- ZNIEFF de l'étang du Martroi, une zone de 25 ha le long de la D 145 vers Charny (dans l'Ouest de la commune), qui inclut et entoure l'étang du Martroi, et qui s'étend également sur Chevillon. Les eaux douces stagnantes sont là aussi l'habitat particulièrement visé par cette ZNIEFF[12].

## Urbanisme

### Typologie
Au 1er janvier 2024, La Ferté-Loupière est catégorisée commune rurale à habitat très dispersé, selon la nouvelle grille communale de densité à sept niveaux définie par l'Insee en 2022.
Elle est située hors unité urbaine et hors attraction des villes,.

### Occupation des sols

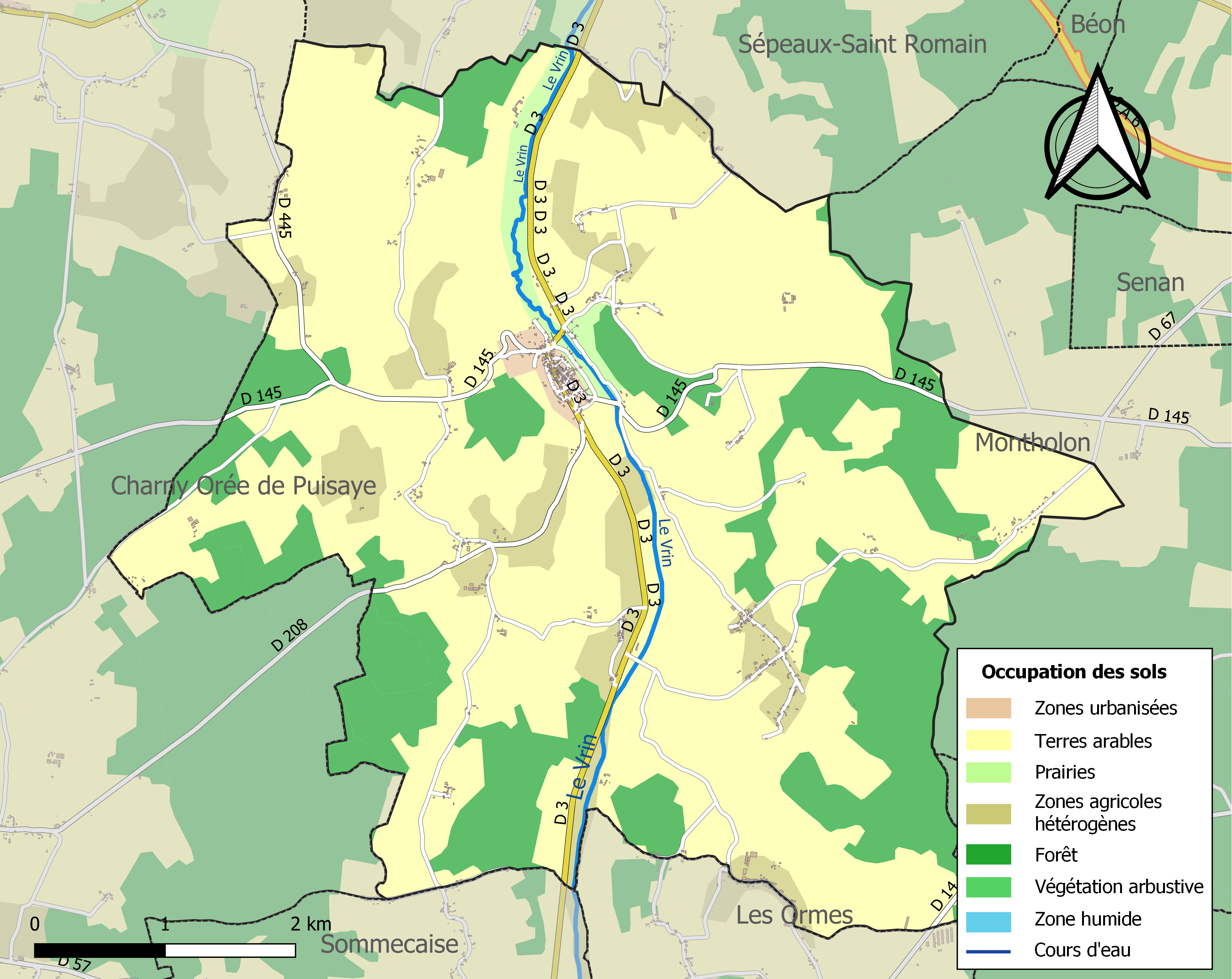
Carte des infrastructures et de l'occupation des sols de la commune en 2018 (CLC).

L'occupation des sols de la commune, telle qu'elle ressort de la base de données européenne d’occupation biophysique des sols Corine Land Cover (CLC), est marquée par l'importance des territoires agricoles (75,6 % en 2018), une proportion identique à celle de 1990 (75,6 %).
La répartition détaillée en 2018 est la suivante : terres arables (65,1 %), forêts (23,5 %), zones agricoles hétérogènes (8,7 %), prairies (1,8 %), zones urbanisées (0,8 %).
L'évolution de l’occupation des sols de la commune et de ses infrastructures peut être observée sur les différentes représentations cartographiques du territoire : la carte de Cassini (XVIIIe siècle), la carte d'état-major (1820-1866) et les cartes ou photos aériennes de l'IGN pour la période actuelle (1950 à aujourd'hui).

### Morphologie urbaine
Le village conserve une disposition urbaine héritée de l'époque médiévale. Protégé par sa muraille, il est centré sur la place principale où se font face l'église et la halle, concrétisant le rapport étroit entretenu au Moyen Âge entre le pouvoir spirituel et le pouvoir économique. Construits avec les matières premières locales, les bâtiments reflètent la diversité des matériaux bourguignons : pierre calcaire, briques moulurées ou formant des motifs géométriques pour agrémenter des façades, pans de bois et torchis pour les bâtiments plus modestes, crépis ocrés jaunes ou rouges, tuiles bourguignonnes.

### Habitat et logement
En 2021, le nombre total de logements dans la commune était de 422, alors qu'il était de 403 en 2016 et de 399 en 2011.
Parmi ces logements, 61,4 % étaient des résidences principales, 22,2 % des résidences secondaires et 16,4 % des logements vacants. Ces logements étaient pour 97 % d'entre eux des maisons individuelles et pour 2,5 % des appartements.
Le tableau ci-dessous présente la typologie des logements à la La Ferté-Loupière en 2021 en comparaison avec celle de l'Yonne et de la France entière. Une caractéristique marquante du parc de logements est ainsi une proportion de résidences secondaires et logements occasionnels (22,2 %) supérieure à celle du département (10,6 %) et à celle de la France entière (9,7 %).
| Typologie                                               | La Ferté-Loupière | Yonne | France entière |
| ------------------------------------------------------- | ----------------- | ----- | -------------- |
| Résidences principales (en %)                           | 61,4              | 77,5  | 82,2           |
| Résidences secondaires et logements occasionnels (en %) | 22,2              | 10,6  | 9,7            |
| Logements vacants (en %)                                | 16,4              | 11,8  | 8,1            |

## Histoire

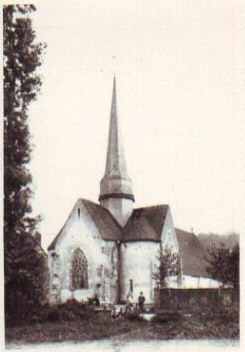
L'église vers 1910.

### Moyen Âge
Situé à la porte septentrionale de la Puisaye, à 17 km de Joigny, le village de La Ferté-Loupière est implanté au creux de la vallée du Vrin, adossé aux plateaux boisés. Le village fut fortifié dès le Haut Moyen Âge et le cours d’eau a été dévié pour assurer une protection naturelle au pied des murs d’enceinte.
Le Vrin contourne toujours le village et le traverse même en certains endroits. Les vestiges des fortifications qui subsistent au pied de la colline rappellent la prospérité passée du bourg. Pierre de Courtenay-Bléneau (1429-1504 ; seigneur depuis 1460/1461, voir ci-dessous) y fit d’ailleurs élever un château, à la fin du XVe siècle, dont le donjon est le seul vestige qui nous soit parvenu : coiffé d’un toit en poivrière, il conserve une fenêtre au linteau en accolade, des latrines en encorbellement et des meurtrières.
Le château de La Vieille Ferté est bâti sur les hauteurs, au lieu-dit qui doit son nom à la forteresse primitive du XIIe siècle. Jean Sa façade classique rappelle le château de Bontin, tout proche. Des Sancerre puis des Courtenay-Champignelles, vus ci-dessous, la Vieille-Ferté passa par mariage à la famille de Quinquet (d'origine écossaise ; voir plus loin).
La Nouvelle-Ferté, alias La Ferté-Loupière, est à l'origine du village fortifié, et fut aussi aux Sancerre puis aux Courtenay-Champignelles.

#### Seigneuries-châtellenies
La Ferté-Loupière (toutes seigneuries confondues) est à l'origine sise en Sénonais, au carrefour du Gâtinais, de la Puisaye, des comtés de Troyes et de Joigny : son histoire féodale est compliquée, soumise à ces influences proches. Le Sénonais est d'abord dans la mouvance des ducs de Bourgogne (depuis Richard le Justicier), qui conserveront une suzeraineté lointaine (ainsi, en 1143, Thibaut le Grand de Blois-Champagne prête hommage à son gendre Eudes II de Bourgogne). Mais l'influence des comtes de Troyes l'emporte, au moins depuis l'an mil environ, sous Etienne de Troyes (mort vers 1023), suivi de son cousin héritier Eudes II de Blois-Champagne (mort en 1037), et, plus d'un siècle après, par des descendants de ce dernier, les Sancerre.
L'article Comté de Joigny > Emprise territoriale indique cependant une autre origine : la seigneurie initiale viendrait des Donzy, et les Sancerre l'auraient obtenue par le 1er mariage (forcé) du comte Etienne en 1153 avec Adèle, fille de Geoffroy III de Donzy et tante d'Hervé IV (voir l'article Anseau).

## Politique et administration

### Rattachements administratifs et électoraux

#### Rattachements administratifs
La commune se trouve depuis 1926 dans l'arrondissement d'Auxerre du département de l'Yonne.
Après avoir été de 1793 à 1801 le chef-lieu d'un éphémère canton de La ferté, elle faisait partie depuis lors du canton de Charny. Dans le cadre du redécoupage cantonal de 2014 en France, cette circonscription administrative territoriale a disparu, et le canton n'est plus qu'une circonscription électorale.

#### Rattachements électoraux
Pour les élections départementales, la commune fait partie depuis 2014 d'un nouveau  canton de Charny, renommé en 2021 canton de Charny Orée de Puisaye porté de 15 à 38 communes.
Pour l'élection des députés, elle fait partie de la première circonscription de l'Yonne.

### Intercommunalité
La Ferté-Loupière est membre de la communauté de communes de l'Aillantais, un établissement public de coopération intercommunale (EPCI) à fiscalité propre créé en 1993 et auquel la commune a transféré un certain nombre de ses compétences, dans les conditions déterminées par le code général des collectivités territoriales.

### Liste des maires
| Période                                  | Période                        | Identité                                    | Étiquette   | Qualité |
| ---------------------------------------- | ------------------------------ | ------------------------------------------- | ----------- | --- |
| Les données manquantes sont à compléter. |                                |                                             |             | |
|                                          |                                |                                             |             | |
|                                          | 19 mai 1860                    | Louis Gaston Tryon de Montalembert          |             | comte de Tryon-Montalembert, propriétaire Mort en fonction                                                   |
|                                          |                                | Aimeric Charles Raoul Tryon de Montalembert | Républicain | Pilotin, officier de l'infanterie de marine, fils de Louis Gaston Conseiller général de Charny (1989 → 1998) |
|                                          |                                |                                             |             | |
| 2001                                     | mars 2014                      | Jean Ravisé                                 |             | Président de la société d'horticulture de l'Yonne                                                            |
| mars 2014                                | juillet 2020                   | Irène Eulriet Brocardi                      | DVD         | |
| juillet 2020                             | octobre 2022                   | Catherine Chevalier                         |             | Cadre retraitée Mandat écourté par la démission de la maire et d'une partie du conseil municipal             |
| décembre 2022                            | En cours (au 30 novembre 2023) | Séverine Fermier                            |             | Agricultrice                                                                                                 |

## Équipements et services publics

### Espace public
Le jardin du Prieuré obtient en 2006  le Premier prix Parcs et Jardins.

### Postes et télécommunications
Un pylone de radiocommunication est implanté dans la commune.

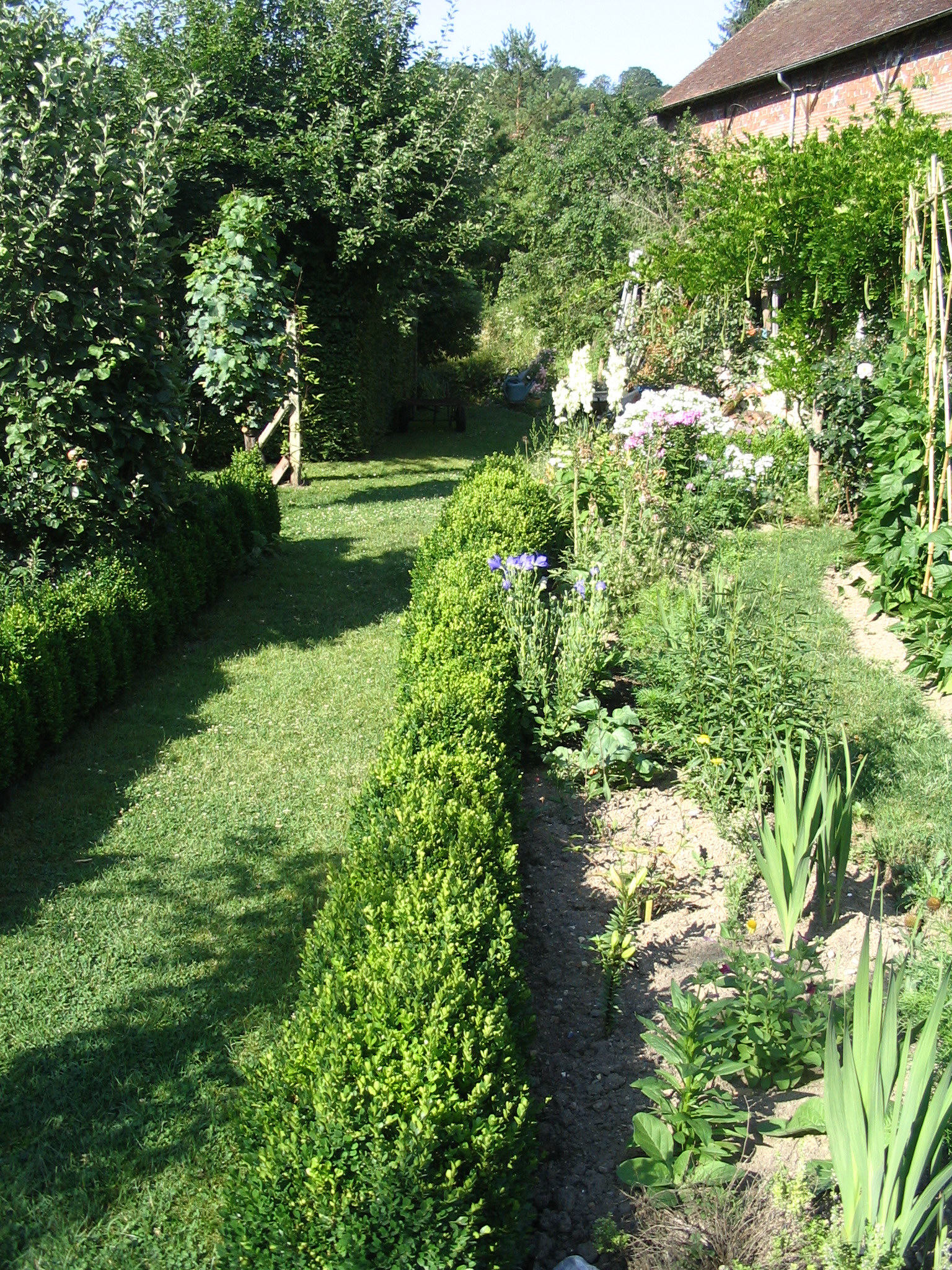
Jardin du presbytère
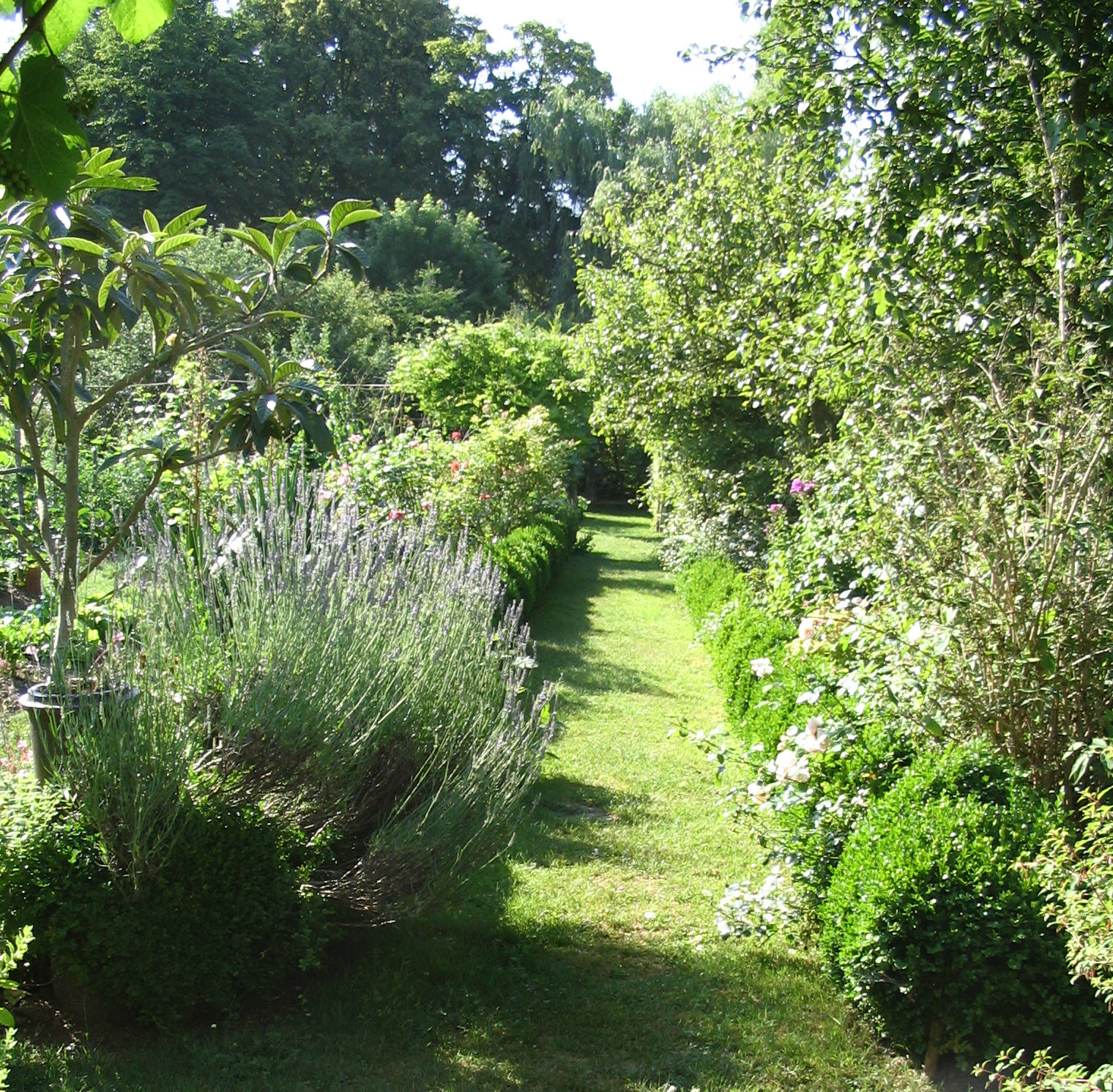
Autre vue du jardin.
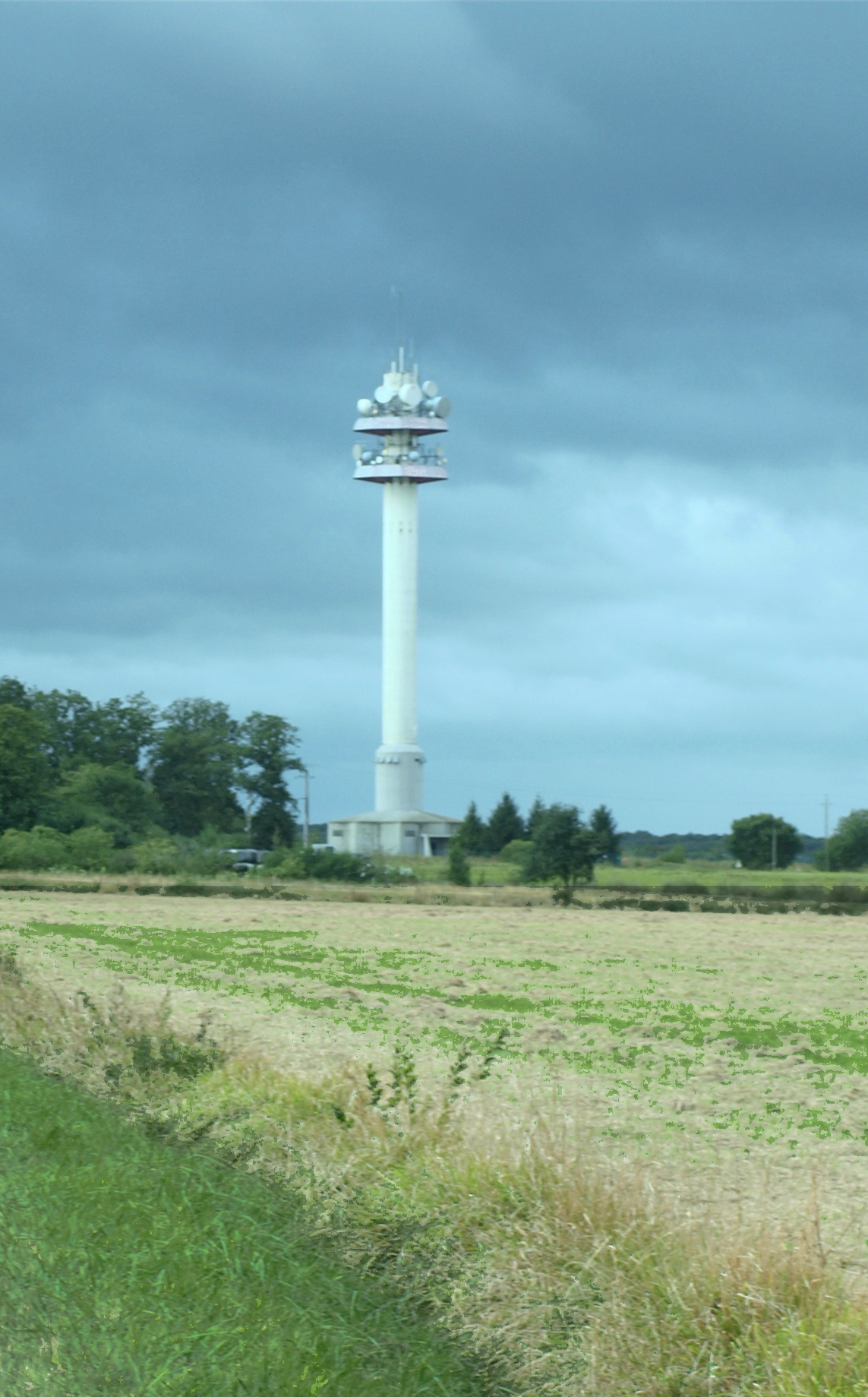
Le pylône de radio-télécommunication

## Population et société
Les habitants sont appelés les La-Fertois.

## Économie

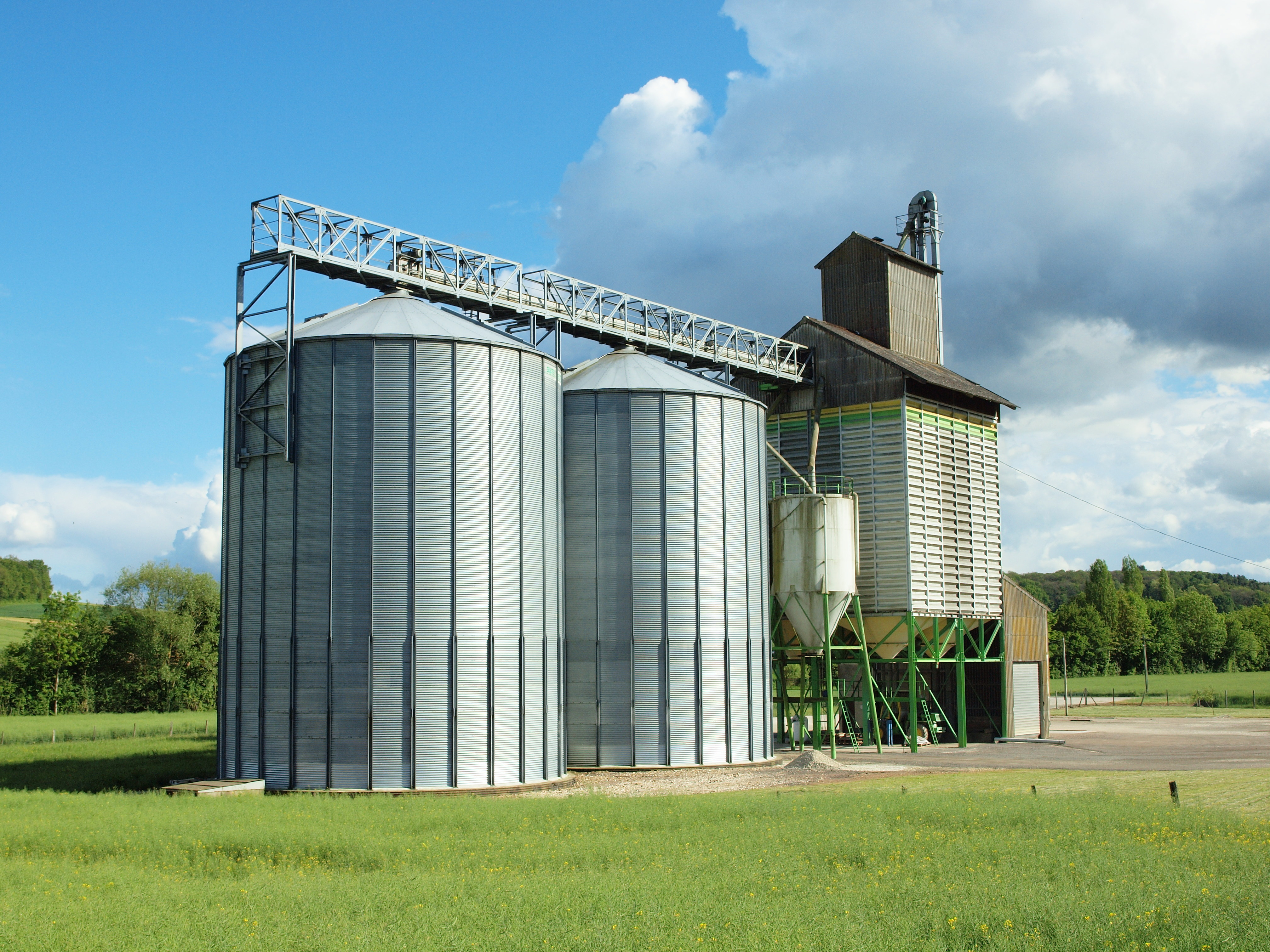
Silo céréalier.

### Démographie
L'évolution du nombre d'habitants est connue à travers les recensements de la population effectués dans la commune depuis 1793. Pour les communes de moins de 10 000 habitants, une enquête de recensement portant sur toute la population est réalisée tous les cinq ans, les populations de référence des années intermédiaires étant quant à elles estimées par interpolation ou extrapolation. Pour la commune, le premier recensement exhaustif entrant dans le cadre du nouveau dispositif a été réalisé en 2007.

En 2022, la commune comptait 547 habitants, en évolution de +5,39 % par rapport à 2016 (Yonne : −1,95 %, France hors Mayotte : +2,11 %).
| 1793  | 1800  | 1806  | 1821  | 1831  | 1836  | 1841  | 1846  | 1851  |
| ----- | ----- | ----- | ----- | ----- | ----- | ----- | ----- | ----- |
| 1 160 | 1 196 | 1 153 | 1 137 | 1 308 | 1 329 | 1 287 | 1 352 | 1 348 |

| 1856  | 1861  | 1866  | 1872  | 1876  | 1881  | 1886  | 1891  | 1896  |
| ----- | ----- | ----- | ----- | ----- | ----- | ----- | ----- | ----- |
| 1 441 | 1 406 | 1 428 | 1 391 | 1 368 | 1 270 | 1 299 | 1 325 | 1 220 |

| 1901  | 1906  | 1911  | 1921 | 1926 | 1931 | 1936 | 1946 | 1954 |
| ----- | ----- | ----- | ---- | ---- | ---- | ---- | ---- | ---- |
| 1 190 | 1 134 | 1 082 | 932  | 937  | 906  | 838  | 809  | 777  |

| 1962 | 1968 | 1975 | 1982 | 1990 | 1999 | 2006 | 2007 | 2012 |
| ---- | ---- | ---- | ---- | ---- | ---- | ---- | ---- | ---- |
| 735  | 638  | 602  | 630  | 540  | 561  | 572  | 574  | 497  |

| 2017 | 2022 | - | - | - | - | - | - | - |
| ---- | ---- | - | - | - | - | - | - | - |
| 532  | 547  | - | - | - | - | - | - | - |

## Culture locale et patrimoine

### Lieux et monuments
- L’église Saint-Germain de La-Ferté-Loupière  Classé MH (1911)[43]  dépendait du prieuré des chanoines des Augustins du Mont-aux-Malades-de-Rouen. Elle est construite à l’est du village, en bordure des anciens fossés qui le protégeaient.
L’église abrite une des rares Danses Macabres  Classé MH (1911)[44] existant en France. Datant du début du XVIe siècle, elle est précédée d'un Dit des trois morts et des trois vifs. Cette représentation murale montre trois jeunes gentilshommes interpellés dans un cimetière par trois morts qui leur rappellent la brièveté de la vie et l'importance du salut de leur âme[45].

Fresques de l'église
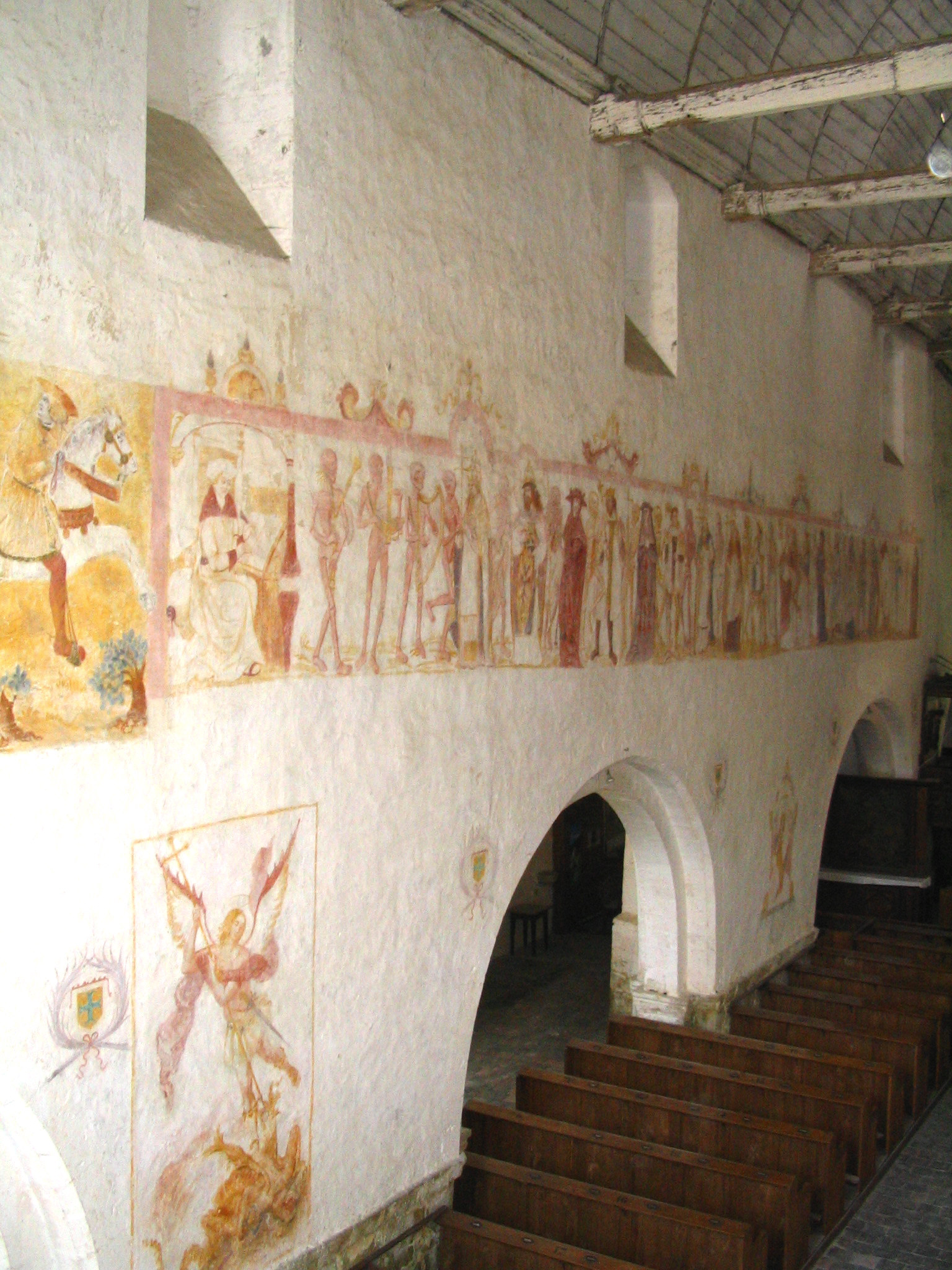
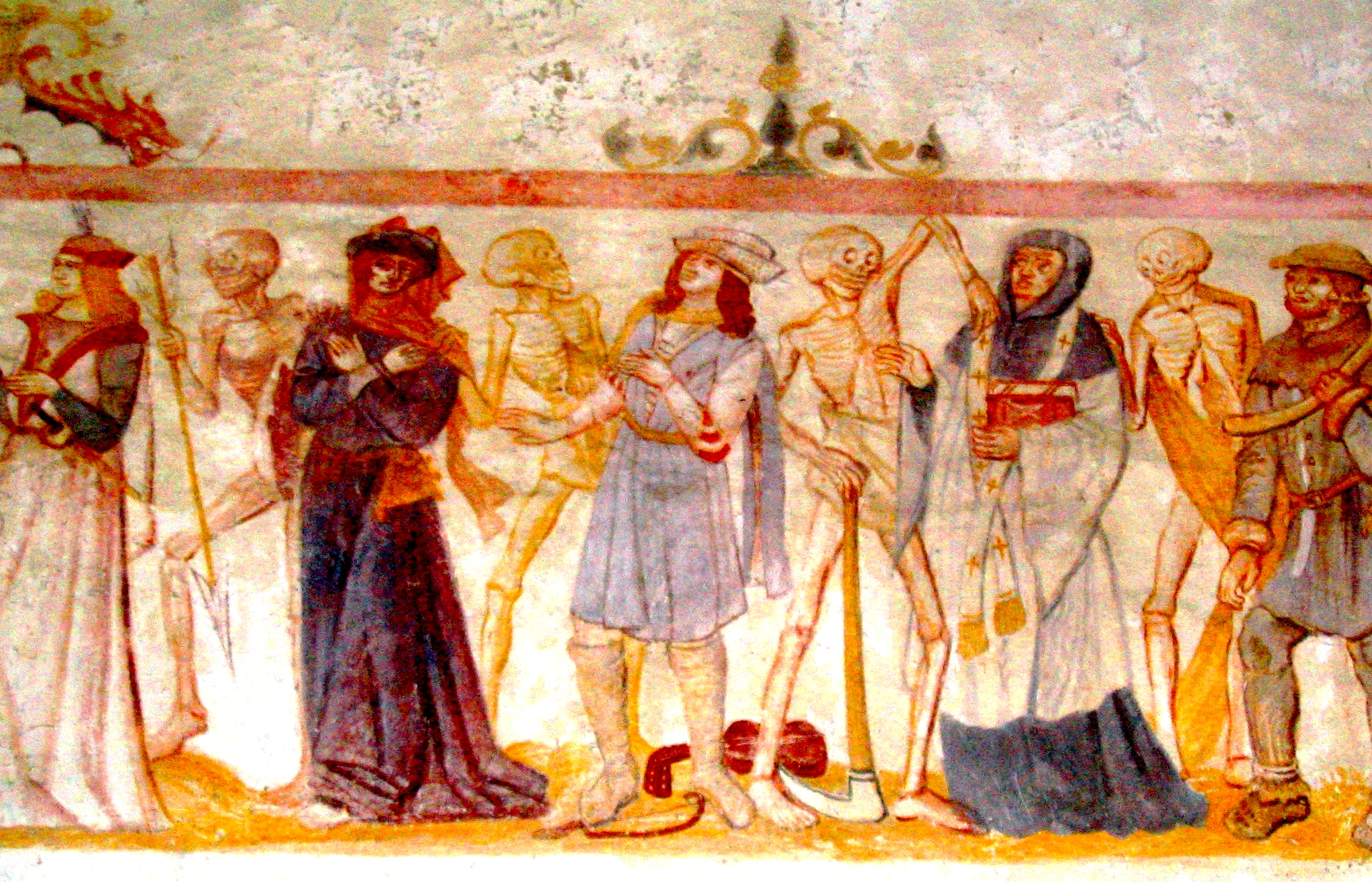
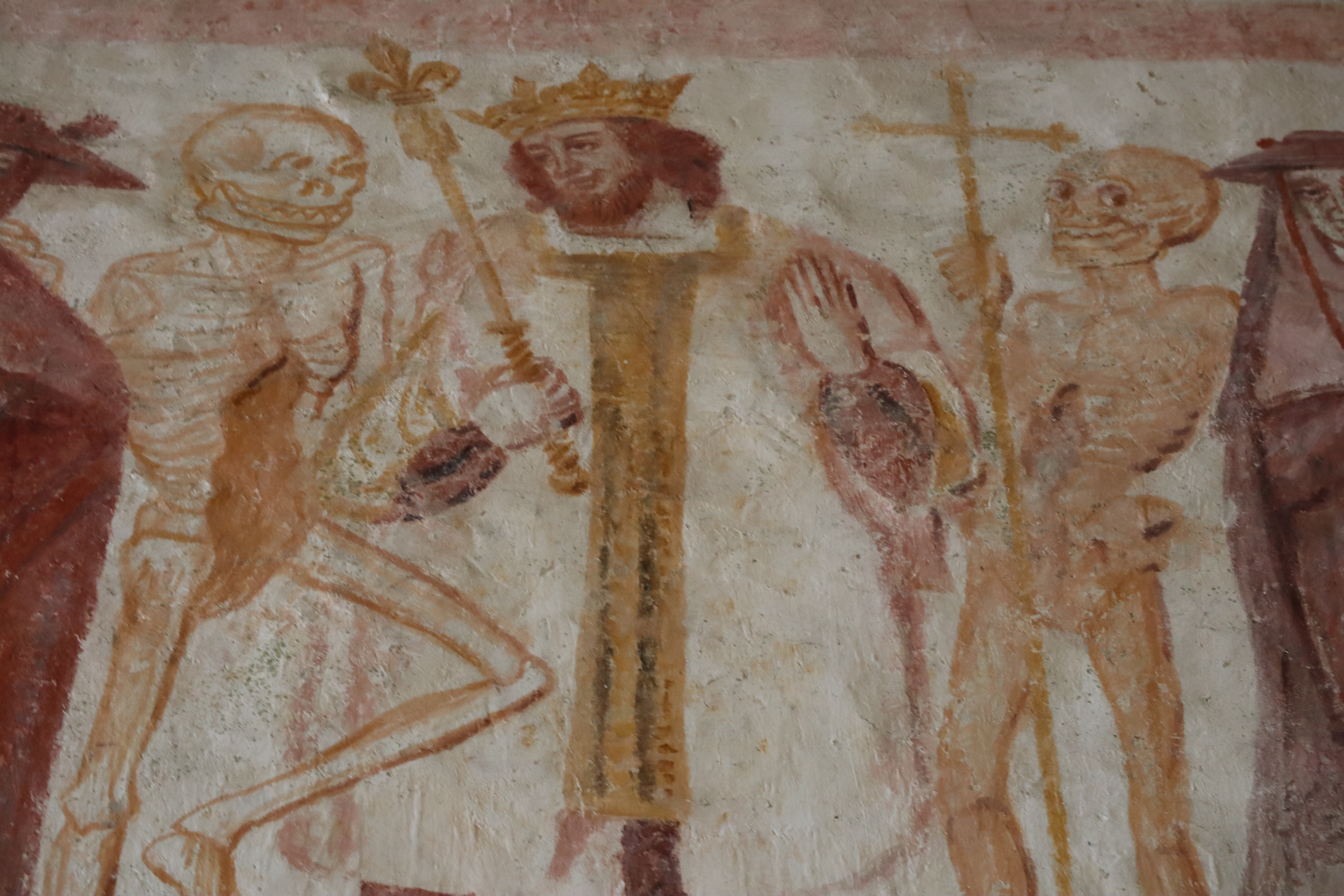
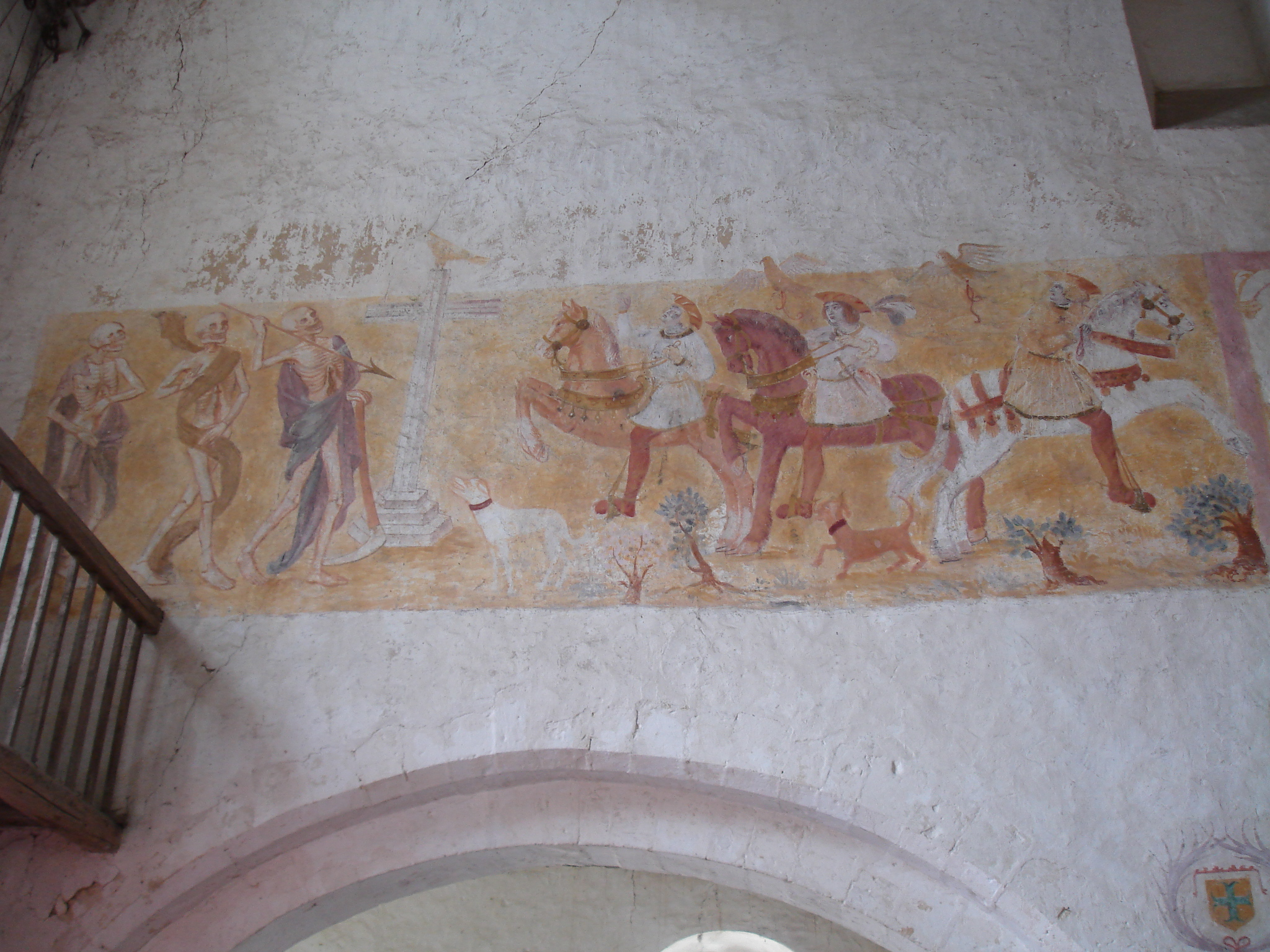
Dit des trois morts et des trois vifs

- Jardin du Prieuré, propriété privée ouverte au public, située au pied de l'église, dessiné par son propriétaire et ancien maire Jean Ravisé puis entretenu par les bénévoles de l'association Le Jardin des Augustins[46].
- Tour médiévale
- Ancienne halle.
- Monument aux morts.

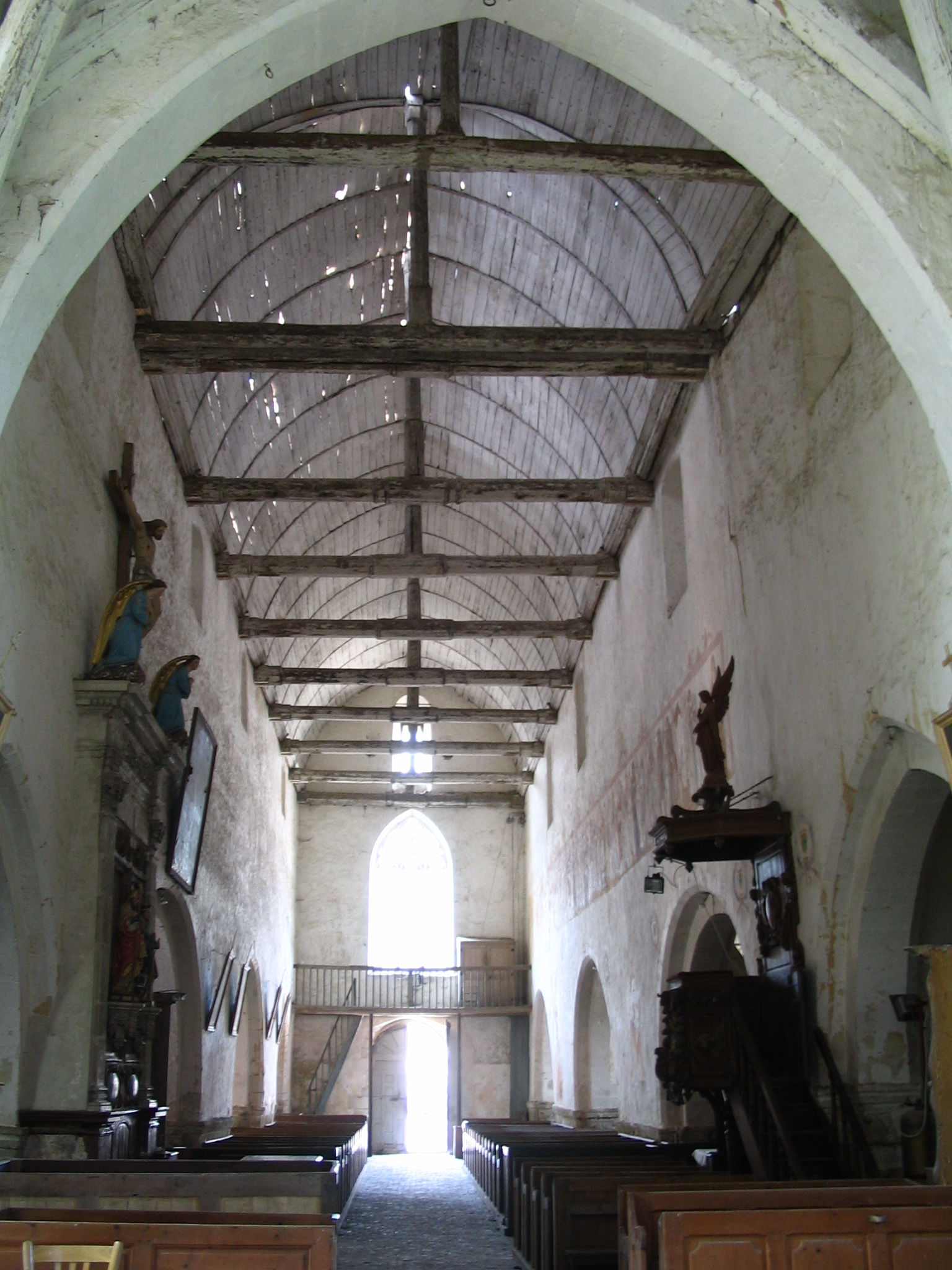
La nef de l'église...
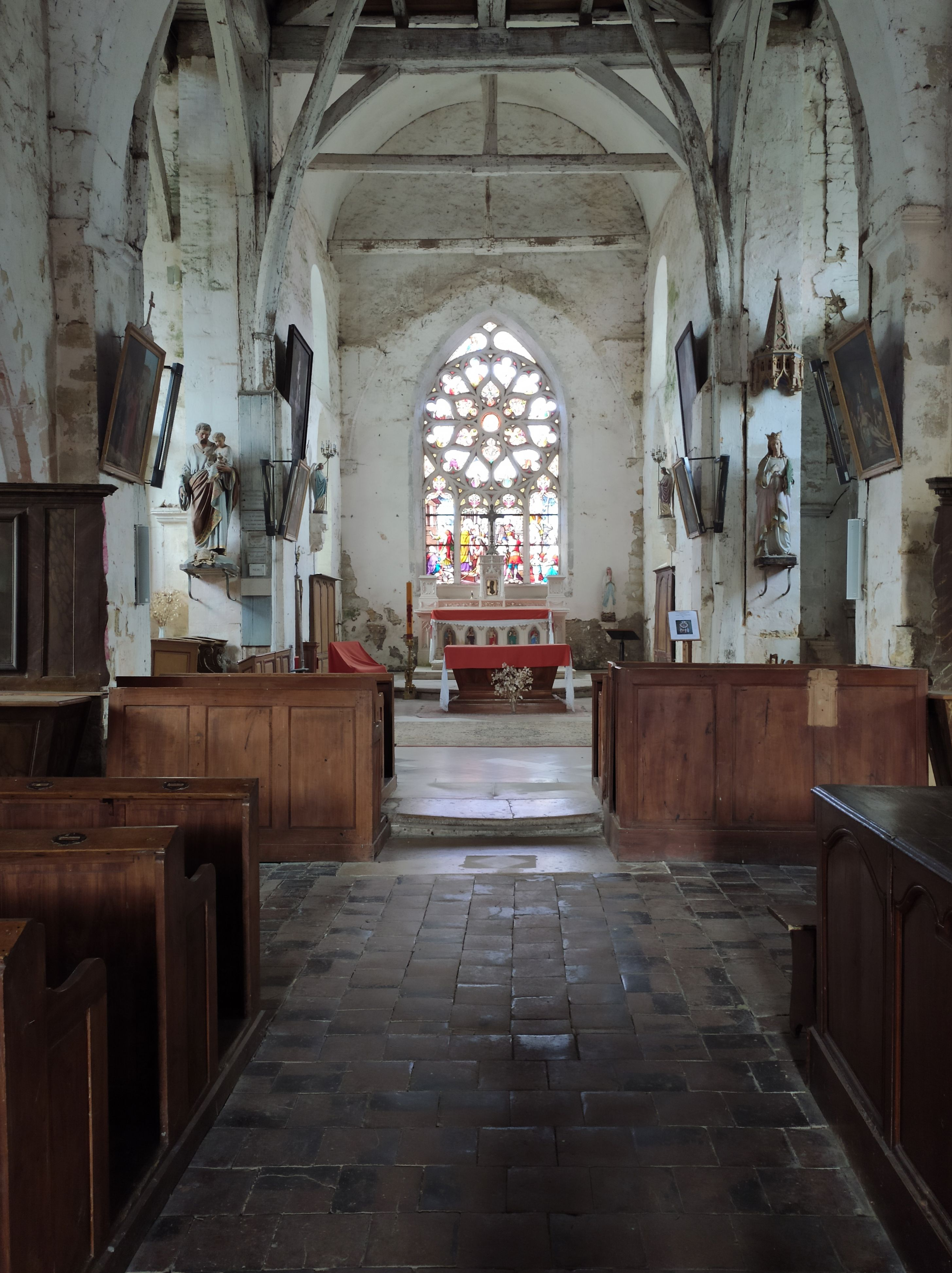
... et son chœur
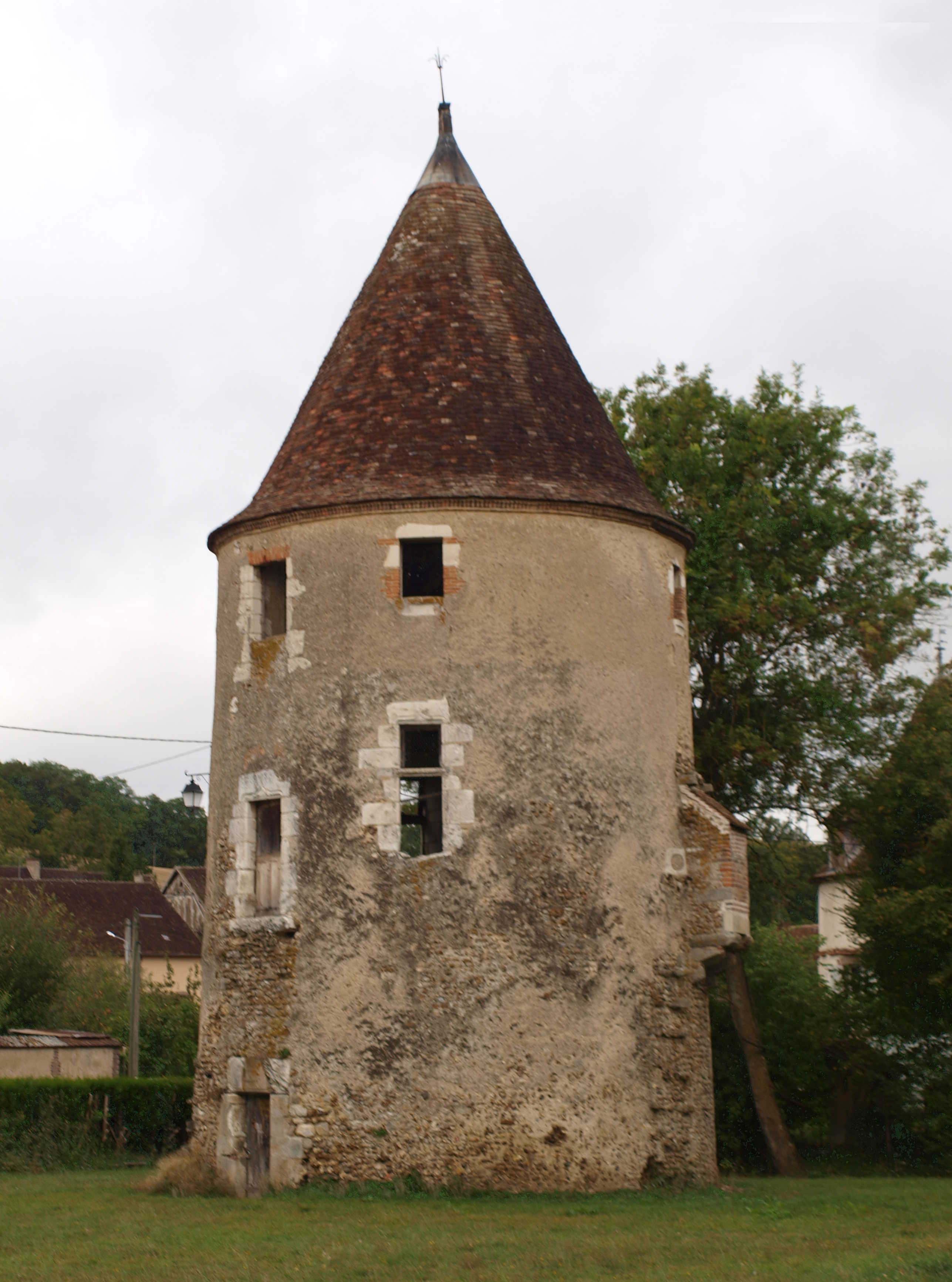
Tour médiévale.
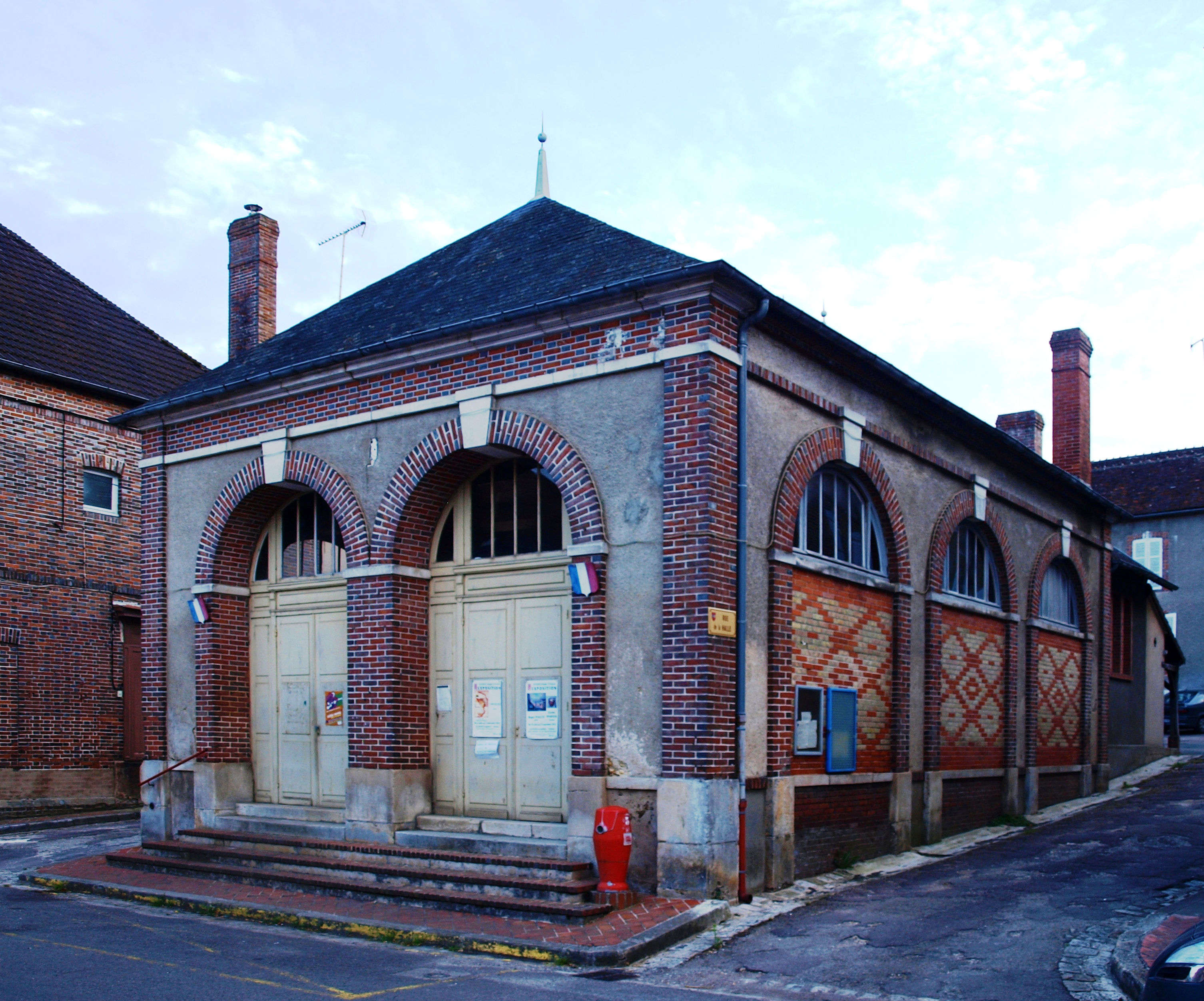
La halle.
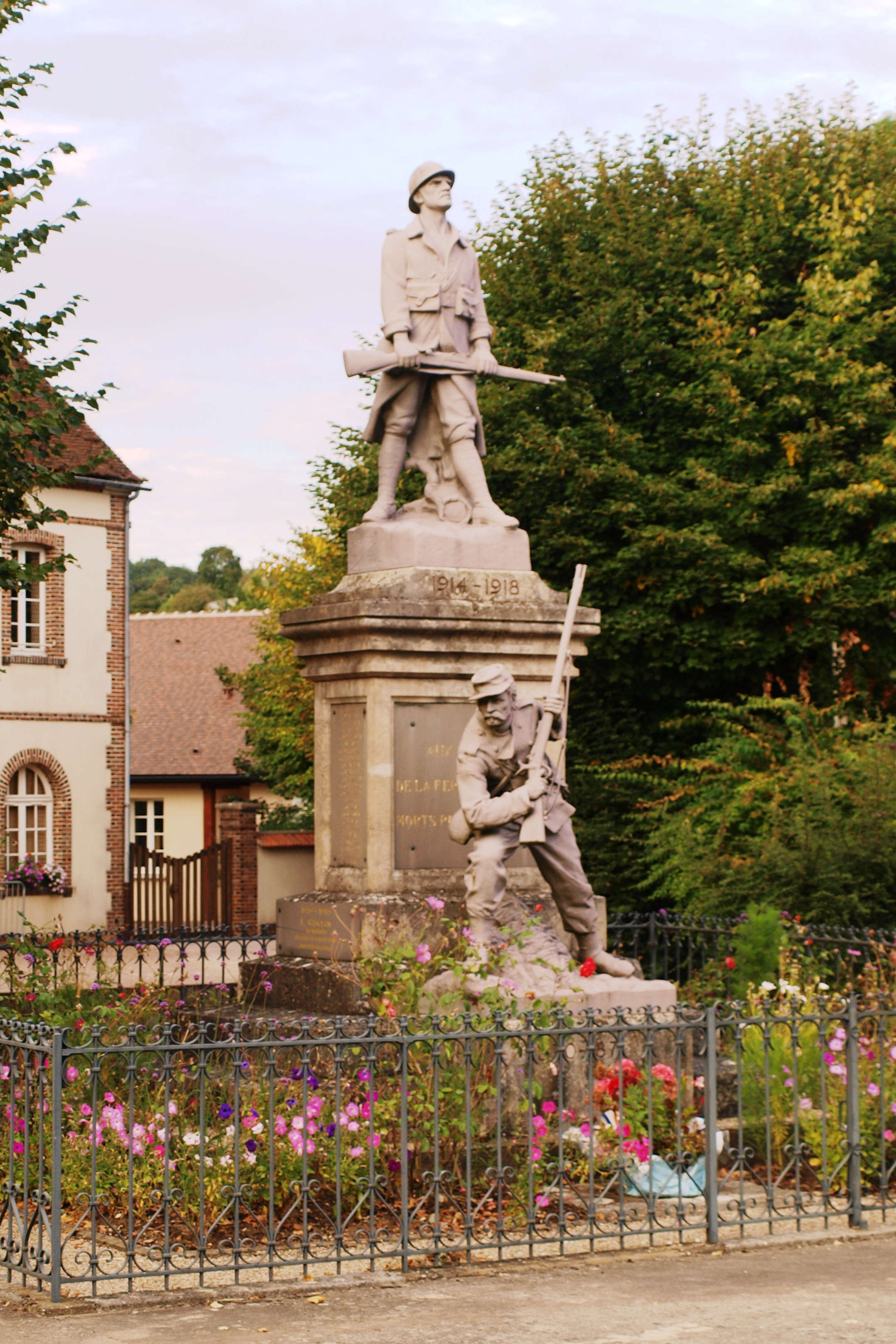
Le monuiment aux morts.

### Personnalités liées à la commune
- Louis Tirman (1837-1899), homme politique et haut fonctionnaire français, joua un rôle déterminant dans les Ardennes, à la Préfecture, lors de la chute du second Empire et les débuts difficiles de la troisième République. Devenu ultérieurement gouverneur général de l'Algérie, il fut un partisan convaincu du peuplement de l'Algérie par les colons. Il est mort dans la commune.
- Renée de Tryon-Montalembert (1920-2007), vierge consacrée et tertiaire dominicaine française, enseignante, théologienne et écrivain, principalement connue pour ses ouvrages de foi, est née dans la commune.

### Les légendes
La légende veut que la Ferté-Loupière, peu après que les tours furent bâties, est attaqué par une meute de loups qui chassent les habitants de leur village ; après s'être abrité dans les collines environnantes et avoir repris des forces, ceux-ci chassent les bêtes féroces de leur village[réf. nécessaire].

## Pour approfondir